# Saint-Léger-du-Bourg-Denis
Saint-Léger-du-Bourg-Denis ist eine französische Gemeinde mit 3665 Einwohnern (Stand: 1. Januar 2022) im Département Seine-Maritime in der Region Normandie. Sie gehört zum Arrondissement Rouen und ist Teil des Kantons Darnétal. Die Einwohner werden Bourdenysiens genannt.

## Geographie
Die Aubette fließt durch die Gemeinde. Saint-Léger-du-Bourg-Denis wird umgeben von den Nachbargemeinden Darnétal im Norden, Saint-Jacques-sur-Darnétal im Nordosten, Saint-Aubin-Épinay im Südosten, Le Mesnil-Esnard im Süden und Südwesten, Bonsecourd im Westen sowie Rouen im Nordwesten.

## Geschichte
Im 12. Jahrhundert wurde der Ort als Burdeni (als Verkürzung von Burdeniacum) bezeichnet. In der Zeit der Französischen Revolution wurde diese Ortsbezeichnung in Bourg-Denis fehlgedeutet, was sich bis heute im Gemeindenamen fortsetzt.

### Einwohnerentwicklung
| Bevölkerungsentwicklung in Saint-Léger-du-Bourg-Denis | Bevölkerungsentwicklung in Saint-Léger-du-Bourg-Denis |
| Jahr                                                  | Einwohner                                             |
| ----------------------------------------------------- | ----------------------------------------------------- |
| 1962                                                  | 1925                                                  |
| 1968                                                  | 2144                                                  |
| 1975                                                  | 2381                                                  |
| 1982                                                  | 2953                                                  |
| 1990                                                  | 2772                                                  |
| 1999                                                  | 3124                                                  |
| 2006                                                  | 3247                                                  |
| 2011                                                  | 3464                                                  |

## Sehenswürdigkeiten
- Kirche Saint-Léger aus dem 15. Jahrhundert, umgebaut im 19. Jahrhundert
- Schlösser aus dem 17. und 19. Jahrhundert
- Steinkreuz aus der Zeit der Renaissance auf dem Friedhof

## Persönlichkeiten
- Richard Waddington (1838–1913), Politiker und Historiker
- Marguerite Waddington-Delmas (1870–1952), Benediktinerin und Gründerin der Kongregation der Heiligen Bathilde